# 罗伯托·索洛萨瓦尔
罗伯托·索洛萨瓦尔（西班牙語：Roberto Solozábal，1969年9月15日—），西班牙男子足球运动员，司职后卫。他曾代表西班牙国奥队参加1992年夏季奥林匹克运动会足球比赛，获得一枚金牌。